# 波多黎各島鼯
波多黎各島鼯（Nesophontes edithae）是一种已灭绝的鼩形亚目动物，是岛鼯属下的一种。它们是波多黎各的特有种。
普遍认为欧洲殖民者并未观察过该物种，而当地的化石和土著的艺术品以及老鼠的残骸中都证实了它们的存在。推测生存至16世纪，栖息位于岛屿西部的山地森林中，以昆虫为食。并因为在16世纪殖民者携带着大家鼠等外来物种登陆于波多黎各后，因栖息地被破坏和大家鼠影响而灭绝。其化石标本收藏于伦敦。